# Hasenvenn
Hasenvenn est un hameau de la commune belge de Bullange située en Communauté germanophone de Belgique dans la province de Liège en Région wallonne.
Avant la fusion des communes de 1977, Hasenvenn faisait partie de la commune de Manderfeld.
En 2014, le hameau comptait 96 habitants pour 40 habitations.

## Situation  et description
Hasenvenn est un hameau-rue ardennais peu concentré étirant ses habitations (principalement de construction récente) le long de la route nationale 626 entre les localités de Lanzerath et Merlscheid situées au nord et Manderfeld au sud.
L'altitude du hameau avoisine les 560 m.
On ne recense aucun édifice religieux dans le hameau.